# Cresta di Enghe
La Cresta di Enghe è una montagna delle Alpi alta 2414 m.s.l.m. Si trova nelle Dolomiti Pesarine e il Gruppo divide il Comune di Sappada dal Comune di Santo Stefano di Cadore. Separa il Gruppo dei Clap (a est) dal monte Terza Grande (a ovest). Tra la Cresta di Enghe e la Terza Grande vi è lo stretto intaglio del Passo di Oberenghe, ben visibile da Sappada.